# Saigons fall
Saigons fall (vietnamesiska: Sự kiện 30 tháng 4, "30 april-händelsen") eller Saigons befrielse var den nordvietnamesiska arméns erövring av Sydvietnams huvudstad Saigon den 30 april 1975. Händelsen markerade slutet på Vietnamkriget och början till återföreningen av Vietnam under kommunistiskt styre.
Nordvietnamesiska styrkor under general Van Tien Dungs ledning påbörjade angreppet den 29 april med ett kraftigt artilleribombardemang. På eftermiddagen 30 april hade nordvietnamesiska soldater intagit de viktigaste målen i staden, och hissat sin fana över presidentpalatset. Sydvietnam kapitulerade kort efteråt, och staden bytte namn till Ho Chi Minh-staden.
Före Saigons fall evakuerades nästan alla amerikaner i Saigon, tillsammans med tiotusentals sydvietnameser. Evakueringen kulminerade i Operation Frequent Wind, den största helikopterevakueringen i historien.